# Anaphes cultripennis
Anaphes cultripennis är en stekelart som beskrevs av Debauche 1948. Anaphes cultripennis ingår i släktet Anaphes och familjen dvärgsteklar.
Artens utbredningsområde är:
- Belgien.
- Norge.

Inga underarter finns listade i Catalogue of Life.